# Ondřejský hřbitov

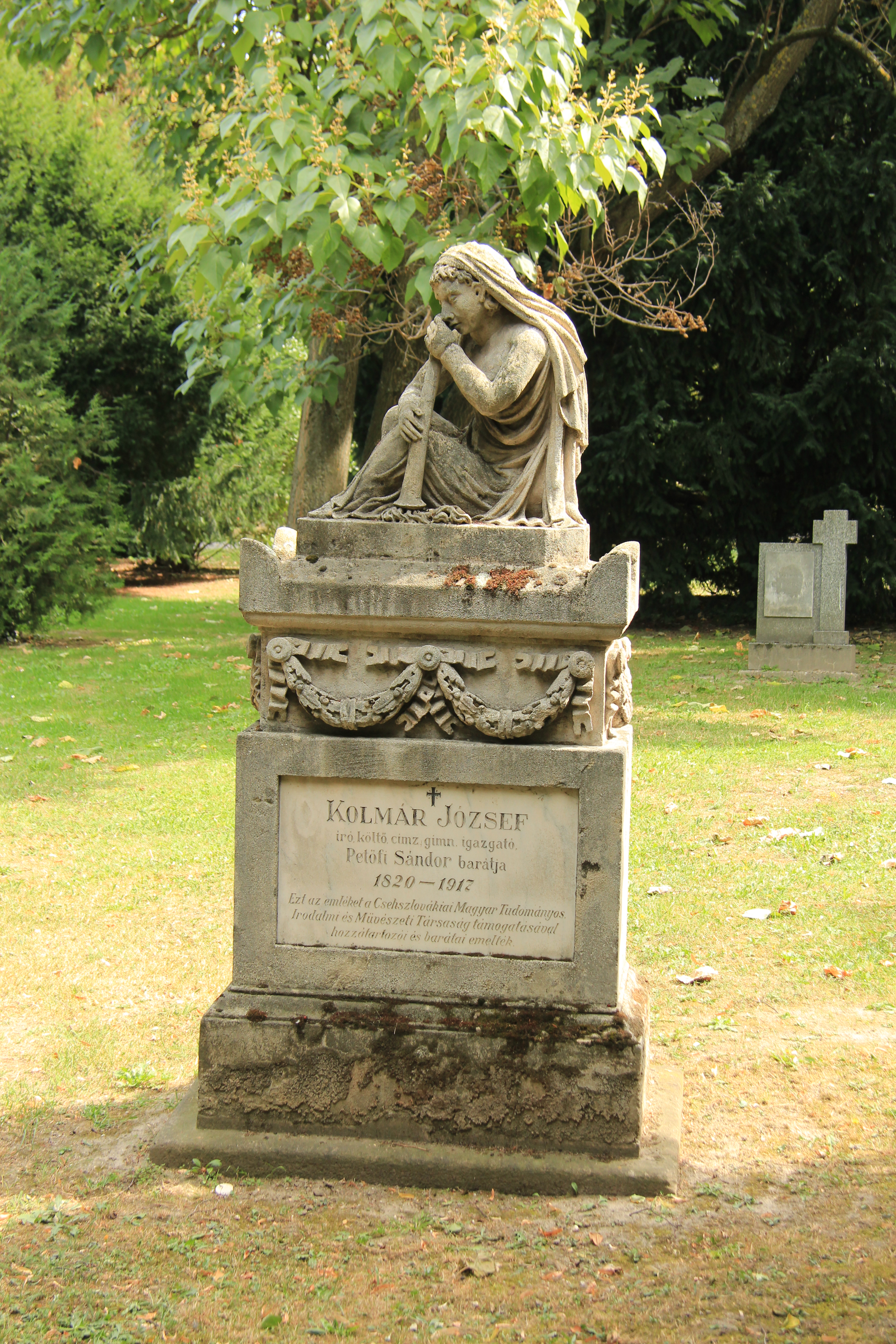
Pomník na Ondřejském hřbitově

Ondřejský hřbitov je historický hřbitov nacházející se v bratislavském Starém městě na ulici 29. srpna. Patří k nejstarším bratislavským hřbitovům. Založen byl v roce 1784 a původně patřil městské farnosti svatého Martina. Pohřbívalo se na něm až do padesátých let 20. století, v současnosti se zde pohřbívají lidé jen výjimečně (např. herec Július Satinský). 8. prosince 1988 byl hřbitov prohlášen za národní kulturní památku.
Rozloha hřbitova je přibližně 6 ha.

## Historie hřbitova
Hřbitov byl založen jako náhrada původního staroondřejského hřbitova (Hřbitova svatého Ondřeje), který byl v té době už přeplněný. Tento starý hřbitov se nacházel na Heydukově a Hollého ulici v Bratislavě.
V roce 1966 zde bylo evidováno 15 000 náhrobků. V dobách socialismu, tedy po roce 1948, však hřbitov začal postupně chátrat.
V letech 1976–1980 se uskutečnila rekonstrukce hřbitova, jejímž cílem bylo přeměnit hřbitov na městský park, ale měla spíše negativní dopad. Při této rekonstrukci byl zmenšen počet náhrobních kamenů a krypt (mnohé z nich byly zničeny, včetně jejich podzemních částí), byl částečně zbourána obvodová zeď a na některých místech nahrazena betonovou zdí, ve které se nacházejí zamřížované otvory. Rekonstrukce se dotkla i rostlinstva na hřbitově – mnohé stromy a okrasné dřeviny byly poraženy. Následkem těchto úprav bylo to, že na hřbitov pronikal více dopravní hluk.

## Architektura hřbitova
Na území hřbitova se nachází řeckokatolický Chrám Povýšení vznešeného a životodárného kříže. Postavil ho v roce 1861 projektant I. Feigler ml. a původně to byla Kaple svatého Ondřeje. Autorem mnoha náhrobků na hřbitově je sochař A. Rigel.
Architektonické provedení jednotlivých hrobů, krypt a náhrobků je odlišné. Část z nich byla postavena ve stylu novorenesančním, část ve stylu novogotickém a také zde najdeme i klasicistní prvky.

## Známí lidé
Na hřbitově je pohřbeno mnoho významných lidí – nacházejí se zde hroby a krypty šlechtických rodů a měšťanů, představitelů vrchnosti města, světských i duchovních představitelů, obyvatel města, vojenských velitelů a uherských důstojníků, různých známých osobností města a také hodnostářů monarchie.
Seznam některých významných a známých lidí, kteří zde jsou pohřbeni.
- Ján Melkovič (1939–2004), herec
- Július Satinský (1941–2002), herec
- Rudolf Mandera (1884–1968), bratislavský podnikatel a řezník, stavitel prvního bratislavského mrakodrapu (Manderlák)
- Ignác Lamar (1897–1967), známý pod jménem Schöner Náci (jeho ostatky sem byly převezeny v roce 2007 z obci Lehnice [9])
- Alexander Albrecht (1885–1958), hudebník
- Vavro Šrobár (1867–1950), lékař a politik
- Ferko Urbánek (1858–1934), spisovatel, dramatik, úředník
- Ignác Gessay (1874–1928), novinář a politik
- Johann Nepomuk Batka mladší (1845–1917), městský archivář, hudební vědec a kritik[10]
- Eduard Majsch (1841–1904), malíř interiérů a zátiší
- Anton von Winzor (1844–1910), rakousko-uherský generál, velitel 5. armádního sboru v Bratislavě
- Ferdinand Martinengo (1821–1895), první organizátor Prešporského hasičského sboru a zakladatel gymnastických spolků
- Biskup Jácint Rona (1814 – 1889), učitel Kossuthových synů v Londýně a prince Rudolfa ve Vídni, vychovatel velkokněžny Valérie
- Jakub Palugyai (1819–1886[11]), slavný hoteliér a vinař
- Jozef Danielik (1821–1886), akademik a autor několika významných knih
- Eduard František Xaver Kozicz (1829–1874), fotograf a malíř
- Jozef Kumlik (1801–1869), varhaník, dirigent a hudební skladatel
- Karol Jetting (1730–1790), úředník, cestovatel a diplomat, „bratislavský Robinson“
- Jozef Szlávy (?), bývalý strážce koruny a ministerský předseda
- Hrabě Štefan Esterházy (?), prešporský hlavní župan
- Pavel Csato (?), člen Akademie Marie Terezie a Kisfaludyho společnosti
- biskup Ferdinand Knauz (?), čestný člen Akademie Marie Terezie
- Jozef Könyöky (?), autor díl o archeologii a první organizátor městského muzea
- Alexander Vutkovich (?), profesor akademie, spisovatel a novinář
- Ľudovít Marton (?), umělecký kovář
- Gyorgyi Kovács (?), hlavní městský lékař, zasloužil se o postavení první dětské kliniky v Bratislavě
- Michal Kováč (1930–2016), první prezident Slovenské republiky po rozpadu Československa
- Felicián Jozef Môcik (1861–1917), františkánský řeholník, varhaník a sbormistr, jeden z prvních učitelů Franze Schmidta
- Patricia Janečková (1998–2023), operní pěvkyně

## Galerie

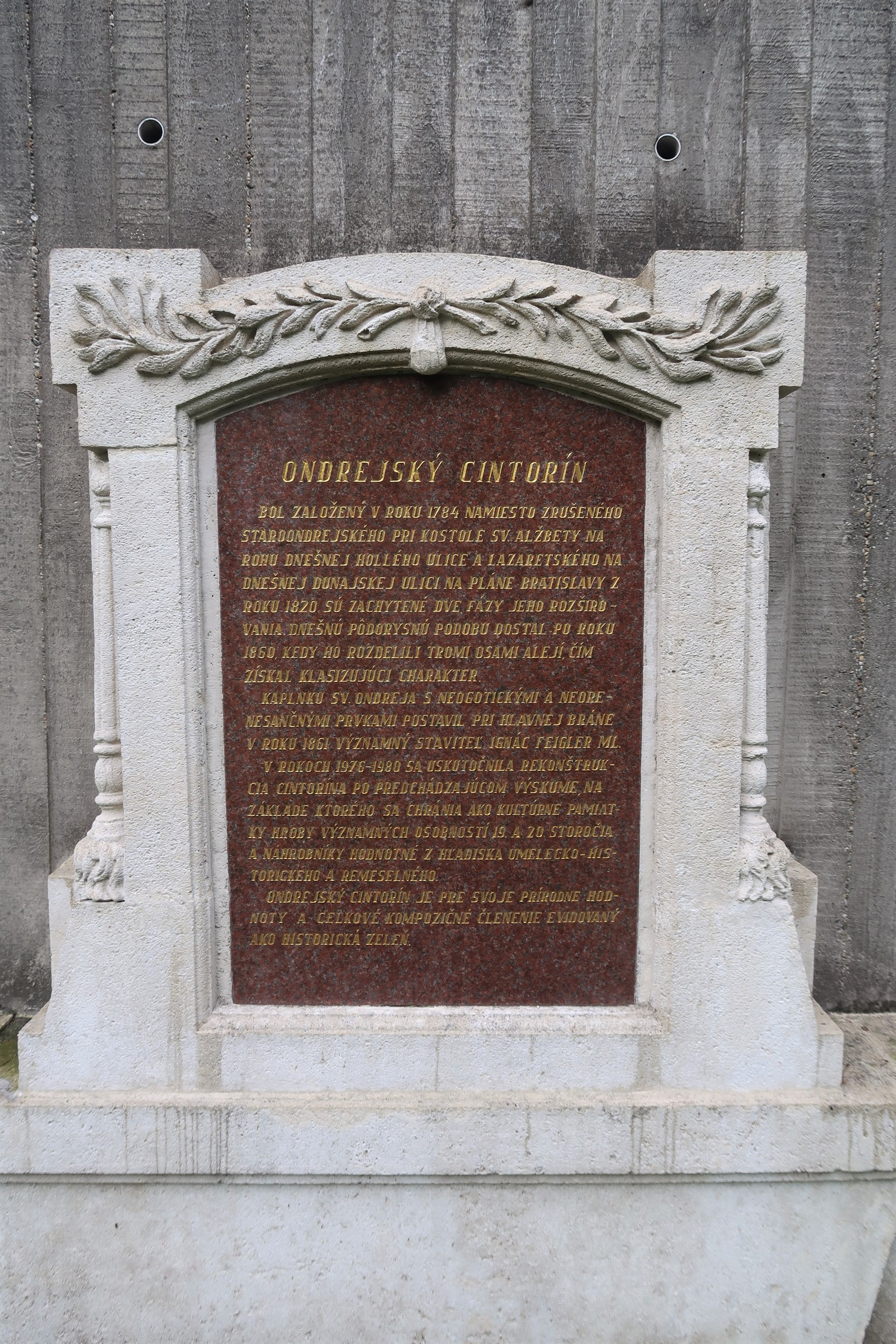
Informační tabule v zadní části hřbitova
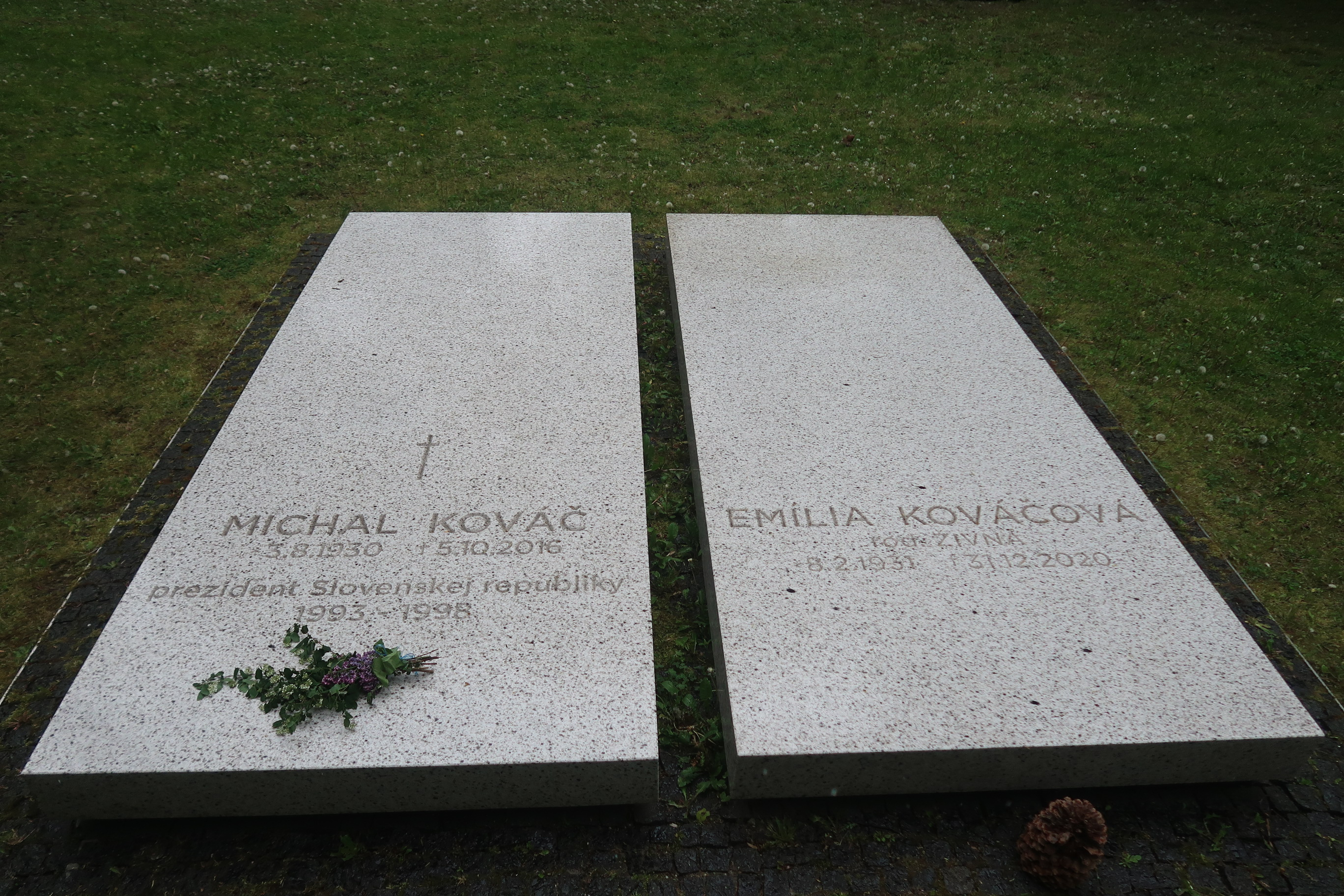
Slovenský prezident Michal Kováč
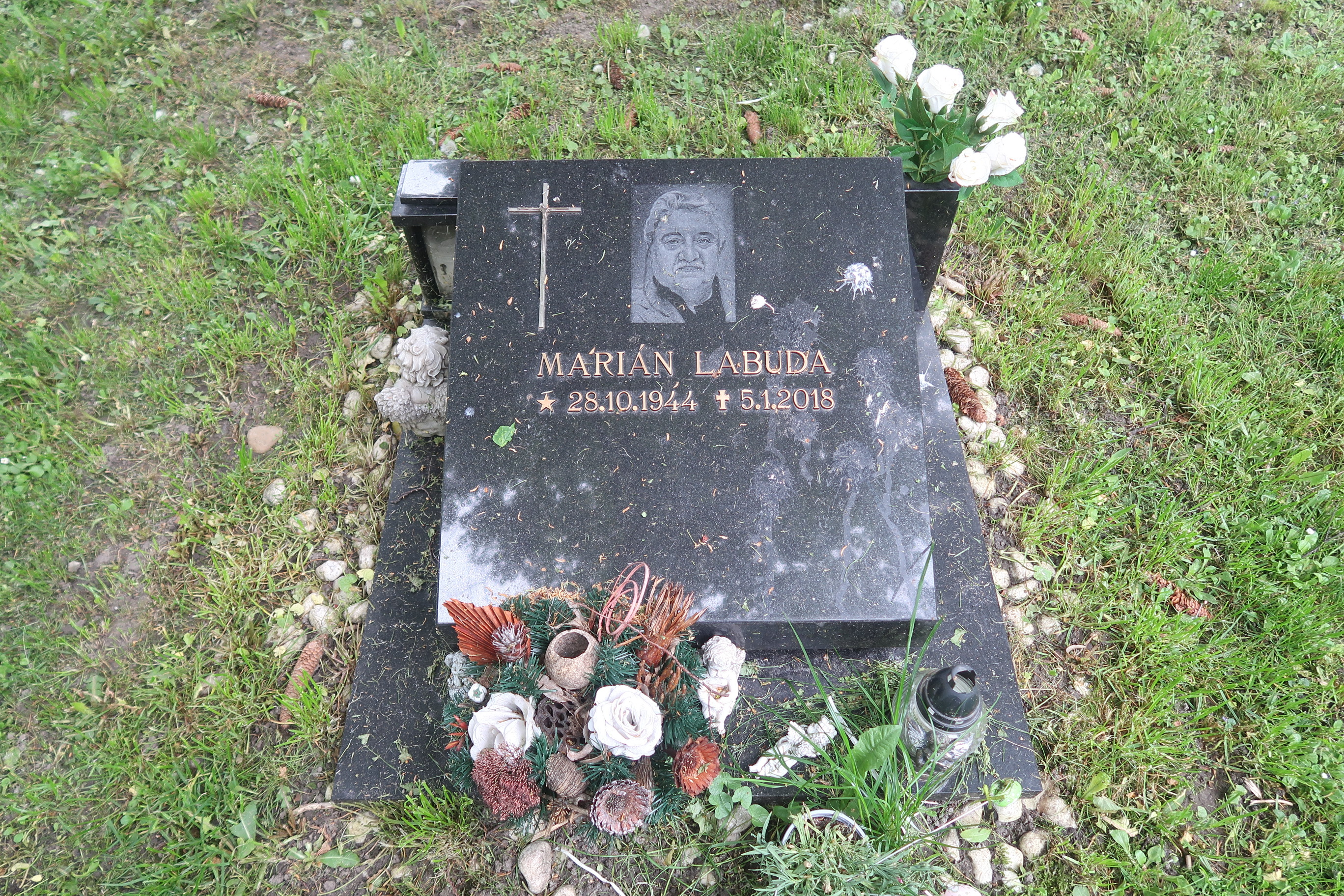
Slovenský herec Marián Labuda
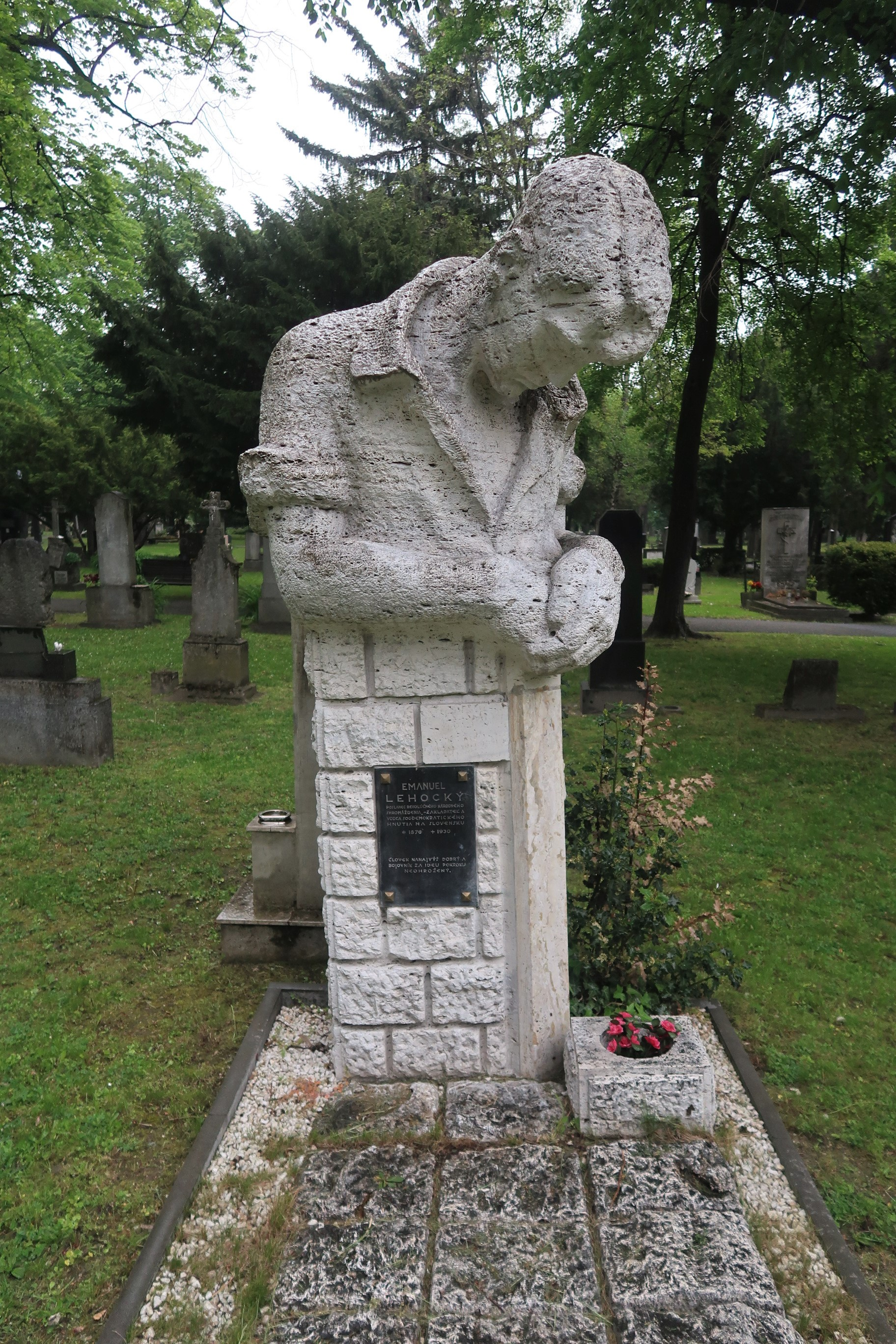
Československý politik Emanuel Lehocký
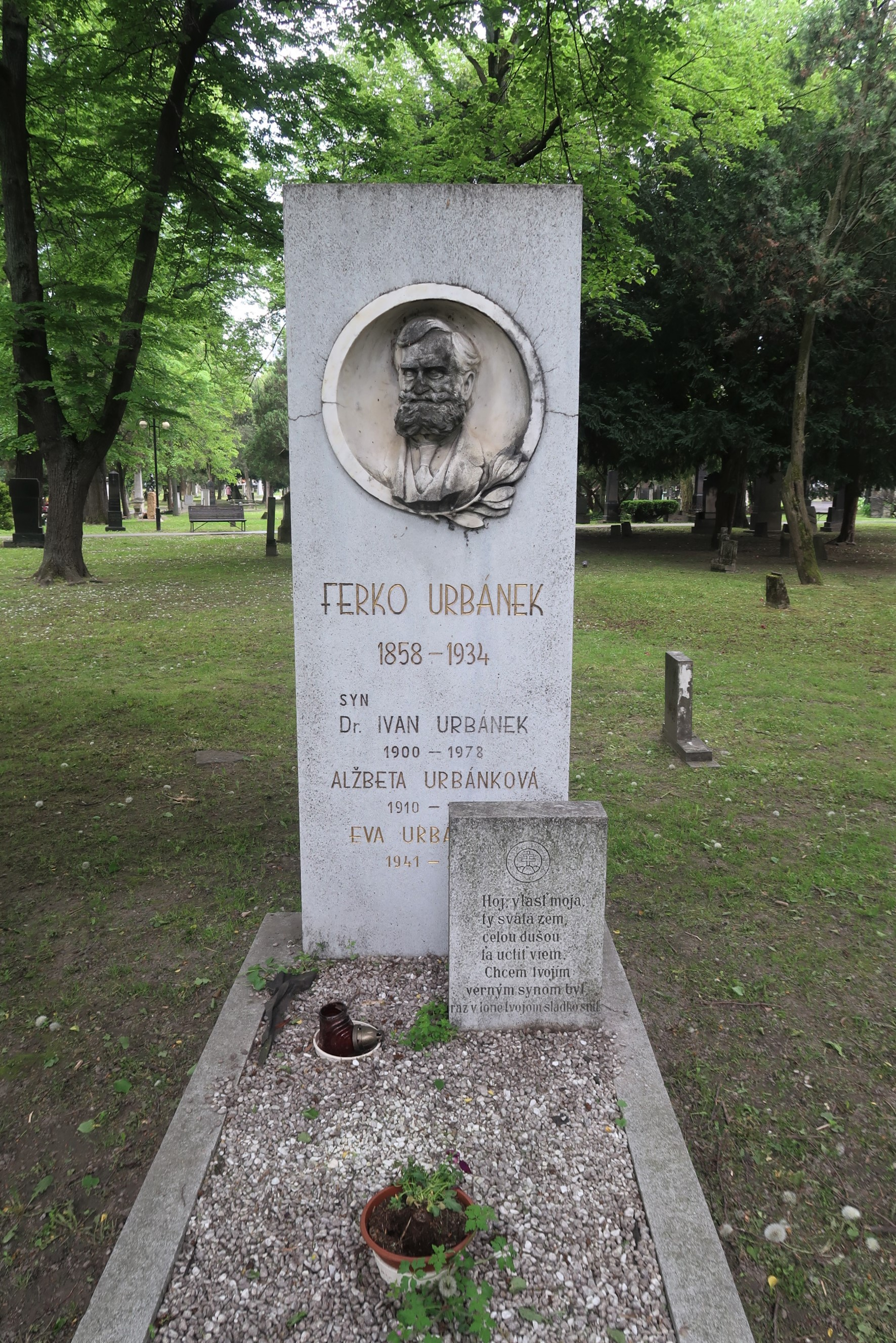
Slovenský spisovatel Ferko Urbánek
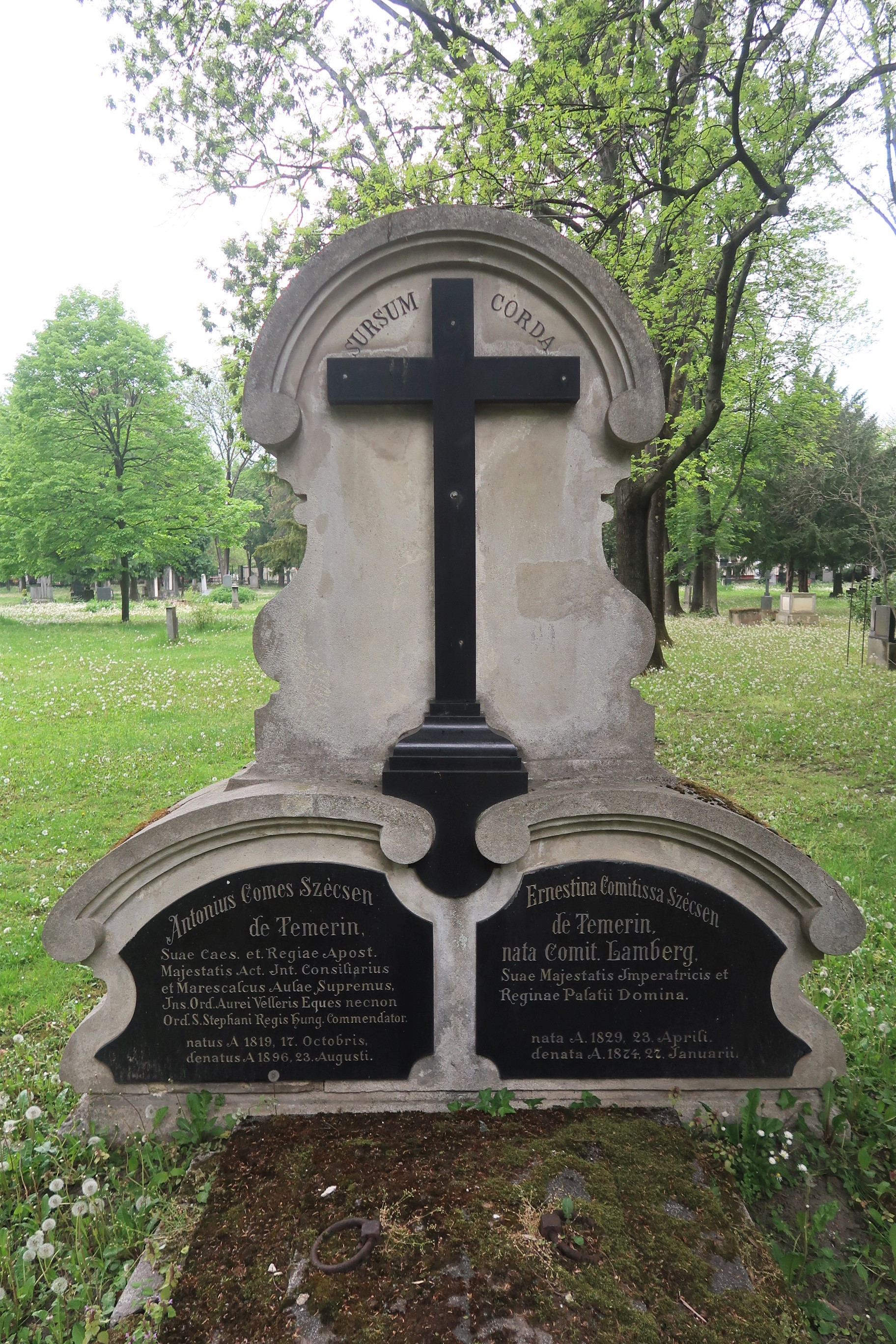
Uherský politik hrabě Antal Szécsen
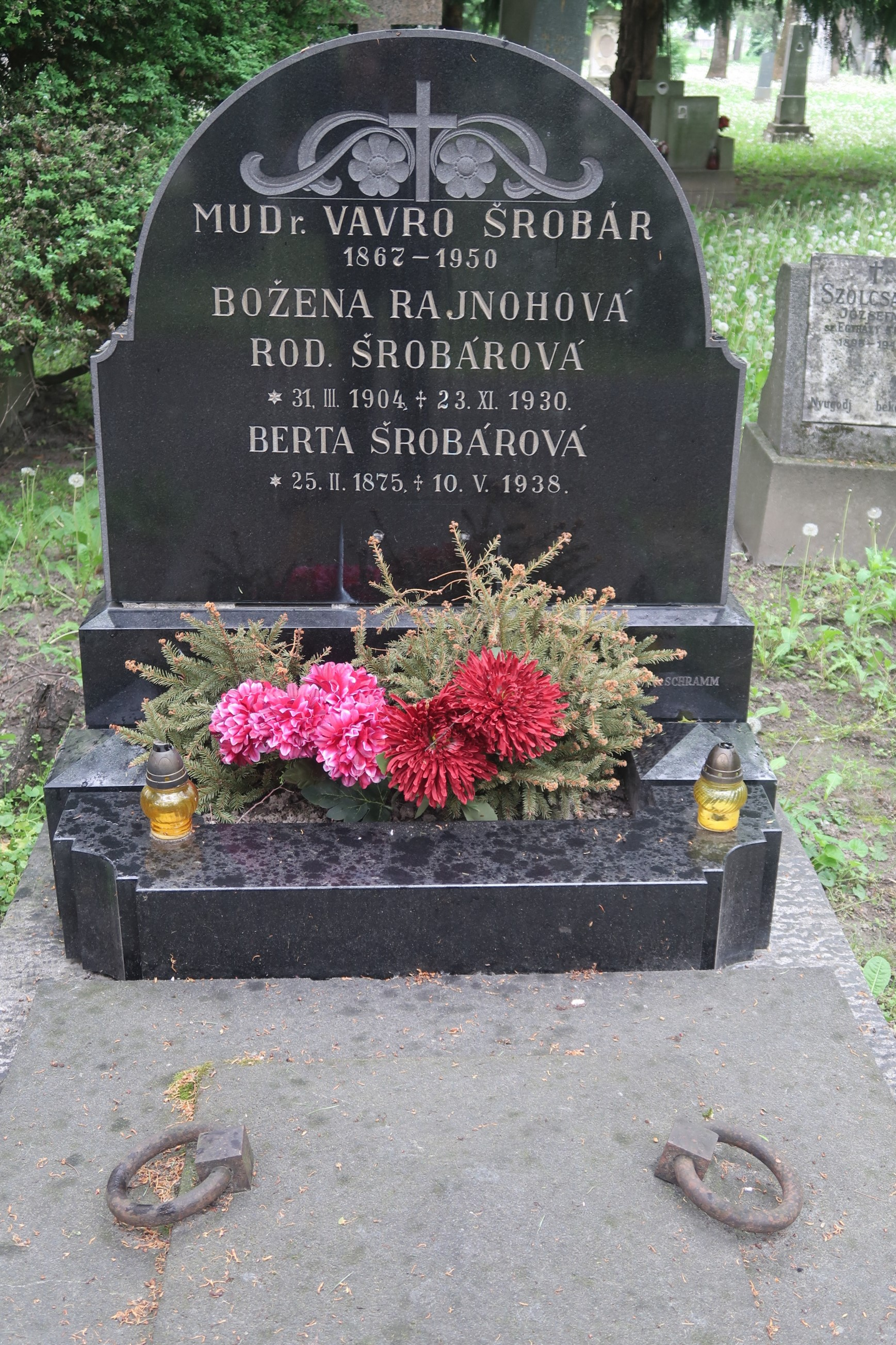
Československý politik Vavro Šrobár
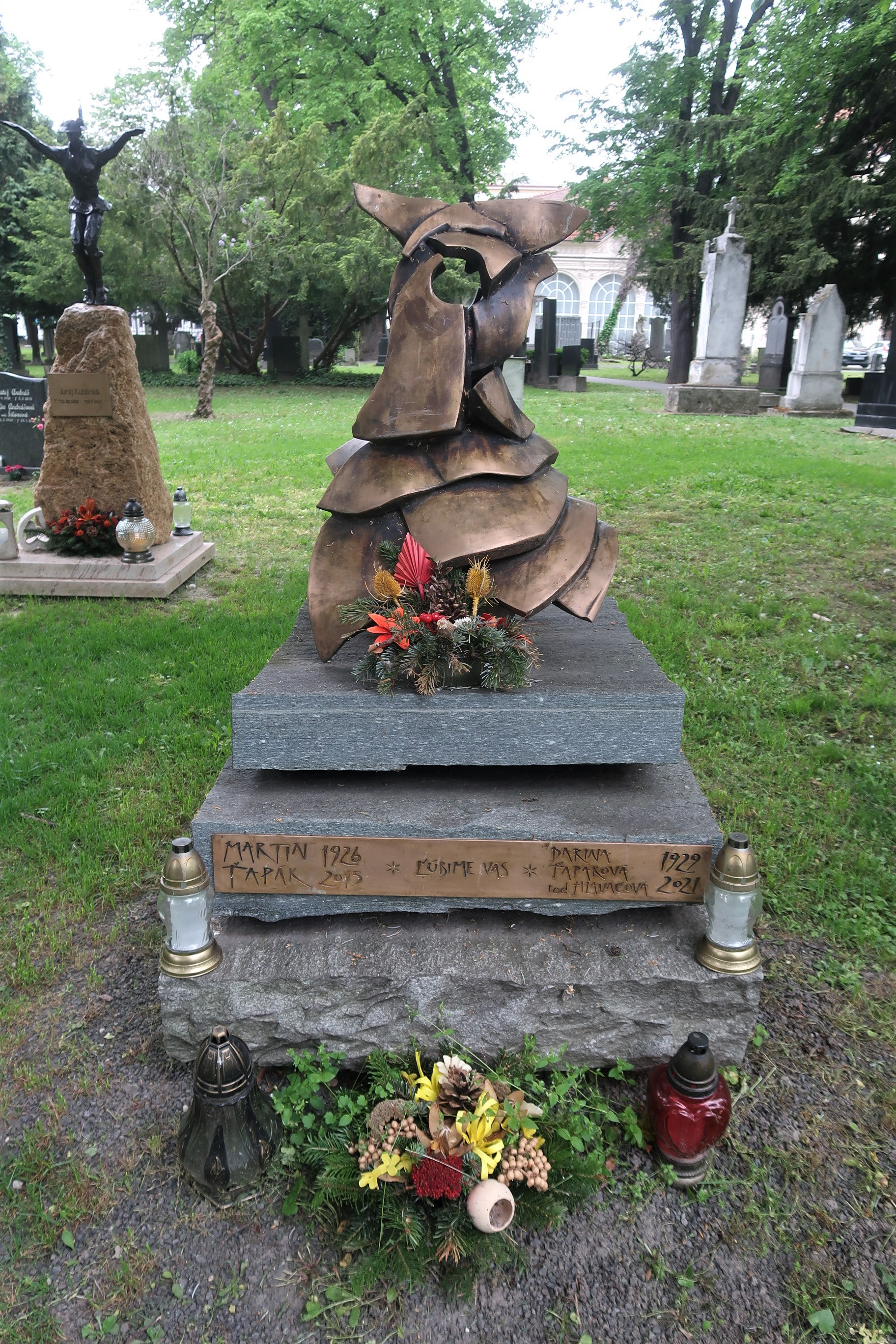
Slovenský herec Martin Ťapák
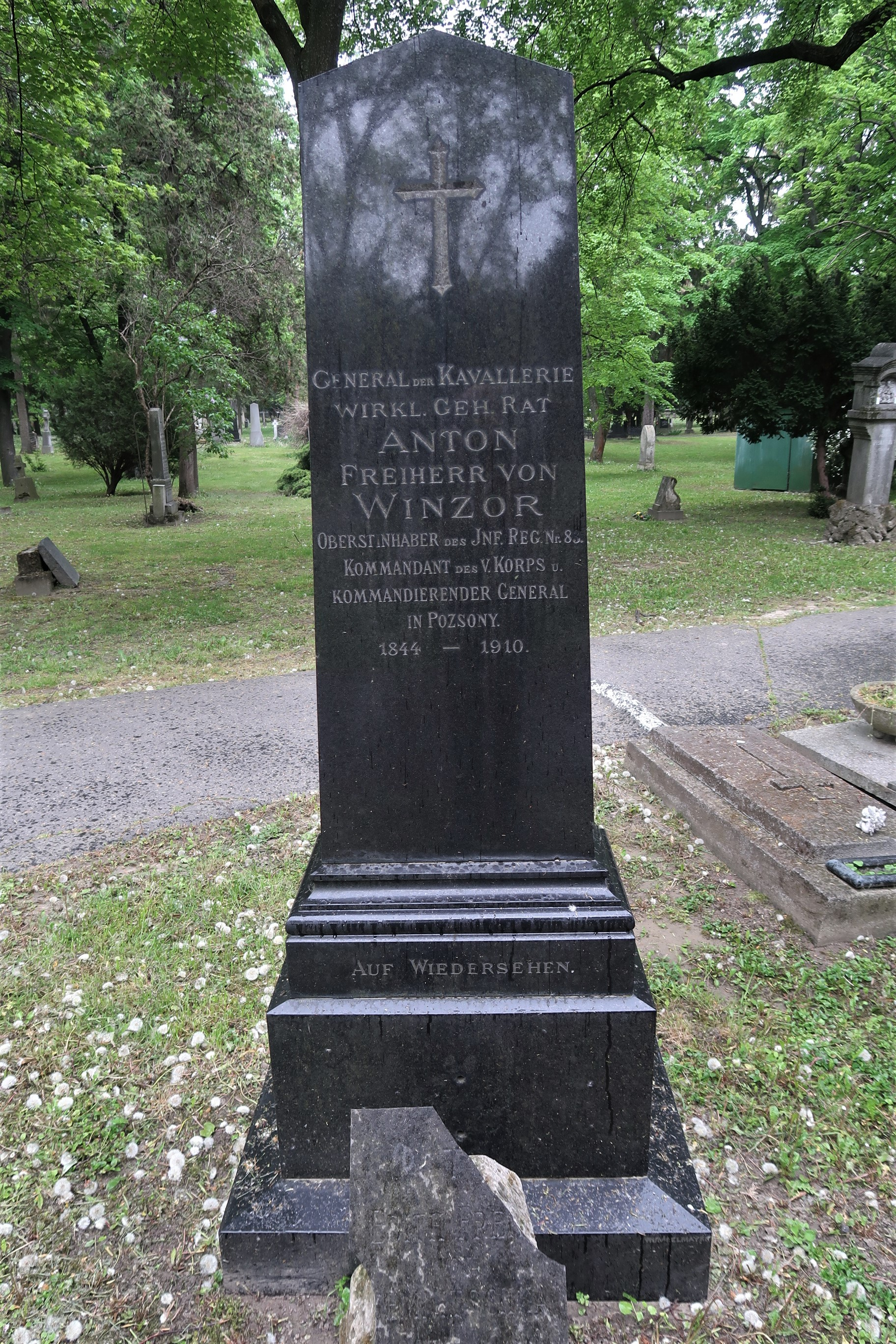
Rakousko-uherský generál Anton von Winzor